# Guido di Namur
Guido di Namur, noto anche come Guido di Richebourg (1270 circa – Pavia, 13 ottobre 1311), è stato un politico e condottiero fiammingo.
Conte di Zelanda, era il secondo figlio di Guido di Dampierre, conte di Fiandra, e della di lui seconda moglie, Isabella di Lussemburgo, figlia di Enrico V di Lussemburgo e di Margherita di Bar. Fu signore di Termonde, di Crèvecœur e dal 1295 anche castellano di Bailleul.

## Biografia

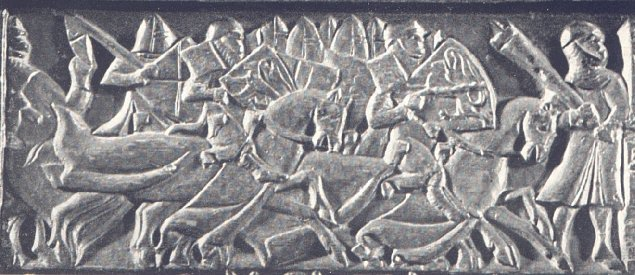
Arrivo di Guido di Namur e di Guglielmo di Juliers a Bruges - Scena incisa sul baule di Oxford.

Fu uno degli organizzatori delle mattinate di Bruges nel 1302 contro i Francesi, che occupavano le Fiandre. Successivamente, nello stesso anno, partecipò alla battaglia di Courtrai, nella quale ebbe un ruolo decisivo per la vittoria fiamminga.
Nel 1304 fu alla testa di una flotta di 60 navi fiamminghe che affrontarono quella di Filippo il Bello, costituita da navi francesi, olandesi e genovesi e comandata dall'ammiraglio genovese Ranieri I di Monaco. Lo scontro avvenne al largo di Zierikzee e fu una completa débacle per i fiamminghi, nonostante il coraggio dimostrato da Guido, che fu catturato e preso prigioniero.
Il 31 marzo 1311 sposò Margherita di Lorena, figlia di Teobaldo II di Lorena e di Isabella di Rumigny. Morì nell'ottobre dello stesso anno senza eredi legittimi. Aveva tuttavia avuto un figlio illegittimo, Luigi, divenuto vescovo e deceduto nel 1397.

## Ascendenza
|                           |                          |                               | Genitori                   |  |  | Nonni |  |  | Bisnonni            |  |  | Trisnonni                |  |
|                           |                          |                               |                            |  |  |       |  |  | Guy II di Dampierre |  |  | Guglielmo I di Dampierre |  |
|                           |                          |                               |                            |  |  |       |  |  | Guy II di Dampierre |  |  | Guglielmo I di Dampierre |  |
|                           |                          | Ermengarda di Toucy           |                            |  |  |       |  |  | Guy II di Dampierre |  |  |                          |  |
| Guglielmo II di Dampierre |                          |                               |                            |  |  |       |  |  | Guy II di Dampierre |  |  |                          |  |
|                           |                          | Matilde I di Borbone          | Arcimbaldo di Borbone      |  |  |       |  |  |                     |  |  |                          |  |
|                           |                          | Matilde I di Borbone          | Arcimbaldo di Borbone      |  |  |       |  |  |                     |  |  |                          |  |
|                           |                          | Matilde I di Borbone          | Alice di Borgogna          |  |  |       |  |  |                     |  |  |                          |  |
| Guido di Dampierre        |                          | Matilde I di Borbone          |                            |  |  |       |  |  |                     |  |  |                          |  |
|                           |                          | Baldovino I di Costantinopoli | Baldovino V di Hainaut     |  |  |       |  |  |                     |  |  |                          |  |
|                           |                          | Baldovino I di Costantinopoli | Baldovino V di Hainaut     |  |  |       |  |  |                     |  |  |                          |  |
|                           |                          | Baldovino I di Costantinopoli | Margherita I di Fiandra    |  |  |       |  |  |                     |  |  |                          |  |
| Margherita II di Fiandra  |                          | Baldovino I di Costantinopoli |                            |  |  |       |  |  |                     |  |  |                          |  |
|                           |                          | Maria di Champagne            | Enrico I di Champagne      |  |  |       |  |  |                     |  |  |                          |  |
|                           |                          | Maria di Champagne            | Enrico I di Champagne      |  |  |       |  |  |                     |  |  |                          |  |
|                           |                          | Maria di Champagne            | Maria di Francia           |  |  |       |  |  |                     |  |  |                          |  |
| Guido di Namur            |                          | Maria di Champagne            |                            |  |  |       |  |  |                     |  |  |                          |  |
|                           | Valerano III di Limburgo | Enrico III di Limburgo        |                            |  |  |       |  |  |                     |  |  |                          |  |
|                           | Valerano III di Limburgo | Enrico III di Limburgo        |                            |  |  |       |  |  |                     |  |  |                          |  |
|                           | Valerano III di Limburgo | Sofia di Saarbrücken          |                            |  |  |       |  |  |                     |  |  |                          |  |
| Enrico V di Lussemburgo   | Valerano III di Limburgo |                               |                            |  |  |       |  |  |                     |  |  |                          |  |
|                           |                          | Ermesinda di Lussemburgo      | Enrico IV di Lussemburgo   |  |  |       |  |  |                     |  |  |                          |  |
|                           |                          | Ermesinda di Lussemburgo      | Enrico IV di Lussemburgo   |  |  |       |  |  |                     |  |  |                          |  |
|                           |                          | Ermesinda di Lussemburgo      | Agnese di Gheldria         |  |  |       |  |  |                     |  |  |                          |  |
| Isabella di Lussemburgo   |                          | Ermesinda di Lussemburgo      |                            |  |  |       |  |  |                     |  |  |                          |  |
|                           |                          | Enrico II di Bar              | Teobaldo I di Bar          |  |  |       |  |  |                     |  |  |                          |  |
|                           |                          | Enrico II di Bar              | Teobaldo I di Bar          |  |  |       |  |  |                     |  |  |                          |  |
|                           |                          | Enrico II di Bar              | Ermesinda di Bar-sur-Seine |  |  |       |  |  |                     |  |  |                          |  |
| Margherita di Bar         |                          | Enrico II di Bar              |                            |  |  |       |  |  |                     |  |  |                          |  |
|                           |                          | Filippa di Dreux              | Roberto II di Dreux        |  |  |       |  |  |                     |  |  |                          |  |
|                           |                          | Filippa di Dreux              | Roberto II di Dreux        |  |  |       |  |  |                     |  |  |                          |  |
|                           |                          | Filippa di Dreux              | Agnès de Baudement         |  |  |       |  |  |                     |  |  |                          |  |
|                           |                          | Filippa di Dreux              |                            |  |  |       |  |  |                     |  |  |                          |  |